# Mari Bueno
Mari Bueno (Marechal Cândido Rondon, 1971) é uma artista plástica e muralista brasileira contemporânea, que reside em Sinop, Mato Grosso, Brasil, especialista em arte sacra, premiada no Brasil e no exterior.

## Biografia
Mari Bueno nasceu em Marechal Cândido Rondon, no Paraná, e mudou com sua família para o interior do Mato Grosso cidade chamada Sinop, Mato Grosso, na década de 70. Seu trabalho retrata as características da região amazônica através de obras na temática indígena, [[fauna e flora. Se especializou em Arte Sacra, realizando pinturas murais em igrejas de todo Brasil, trabalhando também na arte sacra a inculturação, com relevantes características dos costumes do povo brasileiro. Foi premiada e realizou exposições em museus, galerias e salões da América, da África e da Europa  (Itália, França, Portugal, Alemanha, Suíça, Egito, e Inglaterra) e Estados Unidos. Entre as mais de vinte premiações se destacam em 2012, Menção Especial, Academia Anglo-Italiana de Arte, Museu Chianciano, Siena, Itália,     
em 2013, Menção Especial na Bienal de Londres, Inglaterra, e em 2013, Hour Concour na Exposição Coletiva Carroussel do Louvre, França.

## Museus que expõem suas obras
- Museu de Arte Sacra e Etnologia - Fátima - Portugal [6]
- Museu da Unemat - Universidade Estadual de Mato Grosso - Brasil  [13]
- Museu da Misericórdia - Viseu - Portugal [14]
- Macp - Museu de Arte e Cultura Popular - Cuiabá - Mato Grosso [15]

## Outros trabalhos
- Troféu "Chama da Fortuna" do CDL de Sinop- MT [16]
- Pintura do rosto de Santo Antonio impresso em 3D pelo designer 3D brasileiro Cícero Moraes e a equipe do Centro de Tecnologia da Informação Renato Archer (CTI) e que foi doado para a Basilica de Santo Antonio em Pádua, Italia.[17]

## Principais murais sacros
- Catedral Sagrado Coração de Jesus - Sinop - MT [18] [19]
- Capela do Hospital Santo Antonio - Sinop - MT  [20]
- Paroquia São Camilo - Sinop - MT [21]
- Igreja Rosa Mística - Lucas do Rio Verde - MT [22]
- Paróquia Santo Antônio - Sinop - MT
- Paróquia São Cristóvão - Sinop - MT

## Ligações Externas
«Site Oficial da Artista»